# Fabrice Abgrall
Pour les articles homonymes, voir Abgrall.
Fabrice Abgrall est un journaliste sportif français travaillant pour Radio France au service des sports de France Inter et France Info depuis 1992.

## Publications
- Avec François Thomazeau
  - 1936 : La France à l'épreuve des Jeux olympiques de Berlin, aux éditions Alvik, 2006. 366 pages
  - La Saga des Mousquetaires, la Belle Epoque du tennis Français, 1923-1933, Calmann-Levy, 2008.
  - Coupe Davis 1991 - Naissance de la France qui gagne, Éditions Hugo Sport, 2011
  - Patrick Mouratoglou, le coach, Editions Arthaud, 2015. 228 pages
  - Roger Federer, le plus grand de tous les temps. Éditions En Exergue, 2021. 192 pages
  - Rafael Nadal, le plus grand de tous les temps. Editions En Exergue, 2024. 192 pages

## Distinctions
- Micro d’or 2010 de l’Union des journalistes de sport en France, pour le meilleur reportage « Radio » de l’année consacré au match le plus long de l'histoire opposant Isner - Mahut lors du tournoi de Wimbledon 2010[1],[2]
- Micro d’or 2013 pour le meilleur reportage « Radio » de l’année pour son commentaire de la finale du simple dames du tournoi de Wimbledon 2013 remportée par Marion Bartoli[3].